# آرتور روی اکارت
آرتور روی اکارت (انگلیسی: A. Roy Eckardt; ۸ اوت ۱۹۱۸ – ۶ مهٔ ۱۹۹۸) متخصص الهیات اهل ایالات متحده آمریکا بود. یک الهی‌دان و کشیش آمریکایی در کلیسای متحد متدیست بود که به عنوان «پیشگام در روابط مسیحی و یهودی» توصیف شد.